# 温泉摩崖石刻群
温泉摩崖石刻群也称环云崖摩崖石刻群，位于云南省安宁市温泉街道螳螂川右岸的环云崖上，石刻从“九曲龙窝”至“天下第一汤”分为三组，长约200米，共计有题刻160多幅，多为明、清两代文人游温泉写景抒情之作，其中以明代正德十六年（1521年）以右副都御史身份巡抚云南的何孟春所题“听泉”为最早。2003年成为云南省级文物保护单位。2007年摩崖石刻进行了大修，并计划申报国家级历史文物。2019年列入第八批全国重点文物保护单位。
- “云窝”，为清康熙年间任云南巡抚的石文晟所题
- “不可不饮”，明代文人杨慎题
- “桃源可问”为清康熙庚午年（1690年）云南布政使于三贤题。其下的“虎啸声风”图为张泽于抗日战争期间所绘，图中猛虎扑向日本的富士山，寓意中国最终将战胜日本侵略者。
- “溪山绣错”为清康熙年间云南按察使许宏勋所题，其下“应接不暇”为襄平罗错所题，指安宁人杨一清（字应字，号邃庵，外号石淙，官至太师，吏部尚书，华盖殿大学士）回乡省亲时曾在温泉“七窍通天”前建一座别墅，起名“石淙精舍”。到此拜会杨一清的人络绎不绝。